# Crisis económica en Sri Lanka
Desde 2010 Sri Lanka presenció un aumento agudo en su deuda externa, llegando al 42.9% del PIB del país en 2019. El inicio de la recesión global por la pandemia de COVID-19 aceleró la crisis.  La prohibición de fertilizantes y pesticidas de 2021 en aras de la "agricultura orgánica" causó un colapso agrícola y para 2021 la deuda extranjera aumentó al 101% del PIB de la nación causando un colapso económico, escasez de productos básicos, aumentos generalizado de precios, devaluación de la moneda nacional y protestas antigubernamentales.

## Antecedentes
En 2021, el gobierno de Sri Lanka declaró oficialmente la peor crisis económica en el país en 73 años.
Los periódicos locales han representado historietas de Sri Lanka suplicando por dinero en efectivo de los países vecinos de la ASACR. El ministro de Energía de Sri Lanka Udaya Gammanpila reconoció que la crisis podría dirigirse a un terror financiero.
A pesar de los comentarios que culpan a China por la crisis de deuda, el instituto australiano Lowy ha señalado que Sri Lanka "no se vio envuelto en una trampa de deuda china" pues la deuda externa con China era sólo aproximadamente 10% del stock de deuda en abril de 2021. En cambio la mayoría del stock de deuda externa de Sri Lanka está contraída con mercados de capitales internacionales que mantienen el 47%. Otro 22% está contraída por bancos de desarrollo multilaterales, y por Japón teniendo el 10% de la deuda externa de Sri Lanka.
En 2020 una agencia de Nueva York dijo que las fuentes de financiamiento existentes de Sri Lanka no parecían suficientes para cubrir su deuda pública y que necesitaba un estimado de más de $4.000 millones en 2021. Según el economista BELLWETHER "Para resolver el problema presupuestario de Sri Lanka en el pago de la deuda, las subastas de bonos del Tesoro deben tener éxito. Cuando se haga eso, el "problema de transferencia" de divisas se resolverá automáticamente. Pero esto está más allá del alcance de los keynesianos. En cambio, con las subastas fallidas de letras del Tesoro llenas de dinero impreso bajo la Teoría Monetaria Moderna, el país se está hundiendo cada vez más en los desequilibrios." Para resolver la crisis de deuda y evitar una parada súbita de la economía, BELLWETHER enfatiza que Sri Lanka necesitaría un plan fiscal creíble y una política monetaria seria, los impuestos tienen que ser aumentados con el objetivo de repagar la deuda, subir las tasas de interés; abrir las importaciones dejarán fluir impuestos para respaldar al presupuesto y generar dólares, disminuir el crédito doméstico, no es práctico de hacerlo encima una base actual desde hace muchos años. Si los inversores ven que las reservas internacionales aumentan después de los pagos de la deuda, la confianza podría volver. Pero es un asunto doloroso, el cual puede o no funcionar dado la ideología actual.
El daño a la una vez próspera industria de turismo inducida por la pandemia de COVID-19  ha sido también una causa de no generar suficientes ingresos nacionales para pagar la deuda. Según el Banco Mundial, "A pesar del alto costo de la pandemia de COVID-19 en la economía de Sri Lanka y la vida de su gente, la economía se recuperará en 2021, aunque persisten los desafíos." Ya se están observando signos positivos de recuperación, se ha fomentado encarecidamente una fiscalidad adecuada para desarrollar la autodependencia y evitar una alta dependencia de las deudas externas en el futuro. Las actuales iniciativas de protección social para ayudar a quienes han perdido sus empleos durante la crisis de la deuda se han considerado efectivas. Los economistas sugirieron que, además de una tributación adecuada, sería necesario un crecimiento más orientado a las exportaciones para sacar a la economía de Sri Lanka de la actual crisis de la deuda, y se esperaba que Sri Lanka se recuperara financieramente por completo.
En enero de 2022, la oficina del presidente Gotabhaya Rajapaksa  declaró que pedirá a China que reprograme la carga de su deuda en conversaciones con el ministro de Relaciones Exteriores de China Wang Yi.

## Crisis agrícola
En 2021, Sri Lanka inició el primer programa de "agricultura 100% orgánica" e impuso una prohibición en todo el país de fertilizantes y pesticidas inorgánicos en junio de 2021. El programa estuvo respaldado por la activista Vandana Shiva[cita requerida], pero ignoró las voces críticas de la comunidad científica y agrícola que advirtieron sobre el posible colapso de la agricultura, incluyendo la crisis financiera debida a la devaluación de la moneda nacional centrada en torno a la industria del té.
Para septiembre de 2021, Sri Lanka experimentó una caída masiva en la producción agrícola de hasta un 50 % y escasez de alimentos. La situación en la industria del té se describió como crítica, ya que la agricultura bajo el programa orgánico se describe como diez veces más costosa y produce la mitad del rendimiento de los agricultores. En septiembre de 2021, el gobierno anunció "emergencia económica", ya que la situación se agravó aún más por la caída del tipo de cambio de la moneda nacional, el aumento de la inflación como resultado de los altos precios de los alimentos y las restricciones pandémicas en el turismo que redujeron aún más los ingresos del país.
Se prohibió el comercio de fertilizantes químicos y plaguicidas. Este hecho produjo una severa crisis económica, ya que la población espera quedarse sin ingresos y sin alimentos. El gobierno canceló algunas de estas medidas, pero la importación de urea sigue prohibida. Sri Lanka busca introducir el racionamiento de bienes esenciales en tiempos de paz.
En noviembre de 2021, Sri Lanka abandonó su plan para convertirse en la primera nación agrícola orgánica del mundo tras el aumento de los precios de los alimentos y semanas de protestas contra el plan.

## Desarrollo
En enero de 2022, India extendió un canje de $ 400 millones y también aplazó una liquidación de la Unión de Compensación Asiática de $ 500 millones. Además, la India otorgó una nueva línea de crédito por valor de 500 millones de dólares para la compra de productos derivados del petróleo. A pesar de las crecientes preocupaciones sobre la presión inflacionaria, el gobernador del Banco Central de Sri Lanka, Ajith Nivard Cabraal, insistió en enero de 2022 en que Sri Lanka no necesita un alivio del FMI, ya que se mostró optimista de que Sri Lanka puede liquidar su deuda pendiente obligatoria, incluidas las deudas soberanas internacionales. En febrero de 2022, las reservas de divisas de Sri Lanka habían tocado fondo y habían caído a 2360 millones de dólares. Sri Lanka tiene obligaciones de deuda externa de $ 7 mil millones, incluidos $ 1 mil millones en bonos soberanos que se pagarán en julio de 2022.
Una delegación del Fondo Monetario Internacional realizó una visita a Sri Lanka del 7 al 20 de diciembre de 2021 para evaluar y revisar las políticas económicas de Sri Lanka. La junta ejecutiva del Fondo Monetario Internacional había discutido la economía de Sri Lanka después del final de las discusiones anuales que tuvieron lugar el 25 de febrero de 2022. El 25 de febrero de 2022, el FMI declaró que la deuda pública de Sri Lanka es muy insostenible y advirtió al gobierno de Sri Lanka que se abstuviera de imprimir dinero para evitar la inestabilidad monetaria, pero elogió la campaña de vacunación que amortiguó el impacto de la pandemia. El FMI había evaluado la calamidad económica prevaleciente en Sri Lanka mediante la compilación de una Evaluación de Consulta del Artículo IV. Además, el FMI pronosticó que se espera que la economía de Sri Lanka crezca un 2,6 por ciento para 2022.
A partir del 7 de marzo de 2022, Ajith Nivard Cabraal reveló que el regulador del sistema bancario está devaluando efectivamente su moneda nacional con efecto inmediato y la tasa oficial de la rupia cayó a un mínimo histórico de Rs. 229,99 frente al dólar estadounidense. La decisión de devaluación también es vista como un gran paso adelante en el intento del país de buscar ayuda y rescate del FMI. El exgobernador adjunto del banco central, W A Wijewardana, criticó las decisiones de política monetaria actuales tomadas por el banco central, especialmente por su decisión de fijar la rupia en Rs. 230 al indicar que la crisis de resevas internacionales no puede resolverse a menos que se implemente un Tipo de cambio flexible. El legislador de oposición Harsha de Silva opinó sus puntos de vista diciendo que la devaluación de LKR a Rs. 230 sigue siendo insuficiente y no es lo suficientemente bueno para evitar la crisis de reservas de divisas de Sri Lanka. Poco después de la devaluación de la rupia, las acciones de Sri Lanka habían saltado al mínimo de 4 meses después de que el índice de precios de todas las acciones perdiera un 4 por ciento el 8 de marzo de 2022.
El ministro de Hacienda, Basil Rajapaksa, había instado a todas las autoridades gubernamentales a apagar todas las luces de las calles al menos hasta finales de marzo de 2022 en un intento por preservar y conservar la electricidad. Sin embargo, se espera que tenga un impacto significativamente negativo en la tasa de participación de la fuerza laboral femenina, especialmente porque ha afectado la seguridad de las mujeres trabajadoras que trabajan en los turnos de noche en los supermercados y en otros lugares de trabajo. Sri Lanka también está experimentando una de las peores crisis económicas en décadas y la disminución de las reservas de divisas también se siente en el consumo de electricidad, el consumo de combustible y el gas para cocinar, lo que provoca una grave escasez. Casi 1000 panaderías han sido cerradas como respuesta a la escasez de gas para cocinar provocada por la caótica crisis de las reservas de divisas. En los últimos meses se han formado largas colas frente a las gasolineras debido a la escasez de combustible debido a la crisis de las reservas de divisas. El aumento de los precios mundiales del petróleo agravó aún más la escasez de combustible en Sri Lanka, ya que el país tuvo que pagar más que antes para obtener el suministro de combustible con el riesgo de una mayor salida de reservas de divisas.
El gobierno de Gotabaya fue objeto de escrutinio por su interés innecesario en invertir en proyectos de elefantes blancos como autopistas, autopistas, destinos turísticos en un momento en que los ciudadanos comunes de Sri Lanka no pueden satisfacer sus necesidades básicas debido a la escasez de artículos esenciales como leche en polvo, pollo, gas, otros alimentos, combustible y electricidad. Con el fin de conservar la energía, las autoridades han impuesto cortes de energía diarios en todo el país que durarían de cinco a siete horas y media por día.
Las repercusiones de la tensa situación actual entre Ucrania y Rusia debido a la guerra ruso-ucraniana se sienten en las condiciones económicas ya lentas de Sri Lanka. la guerra ruso-ucraniana ha exacerbado aún más la calamidad económica del país, ya que Rusia es el segundo mercado más grande para Sri Lanka en exportaciones de té y el sector turístico de Sri Lanka depende en gran medida de estas dos naciones, ya que la mayoría de las llegadas de turistas provienen de Rusia y Ucrania. Como resultado, la crisis de Ucrania ha detenido el camino de la recuperación económica de Sri Lanka y tanto el sector del té como el del turismo se han visto gravemente afectados.

## Reacciones

### Protestas
Se informó de protestas espontáneas y organizadas tanto de partidos políticos como de grupos no partidistas por el mal manejo de la economía por parte del gobierno en varias áreas.
Decenas de miles de simpatizantes del partido de la oposición, la Fuerza del Pueblo Unido, dirigida por Sajith Premadasa, llevaron a cabo protestas el 16 de marzo frente a la oficina del presidente exigiendo la renuncia del presidente.
El 30 de marzo, cuando Namal Rajapaksa llegó para la ceremonia de inauguración de un campo de deportes en Bandarawela, los lugareños enojados bloquearon la carretera exigiendo combustible, lo que resultó en que Namal Rajapaksa evitara el área y el alcalde abriera los terrenos en su lugar.
El 31 de marzo, un gran grupo se reunió alrededor de la residencia de Gotabaya Rajapaksa en Mirihana para protestar contra los cortes de energía que habían durado más de 12 horas al día. La protesta fue inicialmente una protesta pacífica espontánea de los ciudadanos hasta que la policía atacó a los manifestantes con gases lacrimógenos y cañones de agua y los manifestantes incendiaron un autobús que transportaba tropas antidisturbios. El gobierno declaró toque de queda en Colombo. También se informó de protestas simultáneas en la carretera Kandy-Colombo, que fue bloqueada por los manifestantes. El gobierno acusó a los manifestantes de ser miembros de un grupo extremista y comenzó a arrestarlos. Las protestas a la luz de las velas también continuaron en varias áreas, mientras que también se informó de protestas con bocinazos de automóviles.
El 1 de abril el presidente Gotabaya Rajapaksa declaró el estado de emergencia.
Se organiza una protesta no partidista contra el gobierno el 3 de abril. La protesta fue recibida con reacciones mixtas por parte de los partidos de la oposición. El JVP afirmó que la protesta carece de rendición de cuentas, mientras que el líder del SJB, Sajith Premadasa, intentó respaldar la protesta en las redes sociales, pero recibió comentarios críticos con Premadasa y los partidos políticos que exigían que se mantuvieran al margen.

#### Nuevas protestas en el año 2022
En marzo de 2022, se reportaron en varias áreas protestas espontáneas y organizadas tanto de partidos políticos como de grupos no partidistas por el mal manejo de la economía por parte del gobierno. La oposición política organizó varias protestas exigiendo que la administración actual resuelva la crisis financiera y renuncie de inmediato a raíz de la crisis económica más amplia.
Decenas de miles de simpatizantes del partido de oposición, la Fuerza del Pueblo Unido, dirigida por Sajith Premadasa, realizaron protestas el 16 de marzo frente a la oficina del presidente exigiendo la renuncia del presidente. El 30 de marzo, cuando Namal Rajapaksa llegó para la ceremonia de apertura de un campo de deportes en Bandarawela, los lugareños enojados bloquearon el camino exigiendo combustible, lo que resultó en que Namal Rajapaksa evitara el área y el alcalde abriera el campo en su lugar.

### Impacto en el turismo
En marzo de 2022, Reino Unido y Canadá advirtieron a sus viajeros que estuvieran al tanto de la situación económica actual en Sri Lanka.

### Fondo Monetario Internacional
Desde 1950, Sri Lanka ha sido parte de 16 acuerdos de préstamo con el Fondo Monetario Internacional. Los rescates recientes fueron en 2009 y 2016. El FMI no predijo con precisión la gravedad de la siguiente crisis.
A pesar de las crecientes preocupaciones sobre la presión inflacionaria, Ajith Nivard Cabraal, gobernador del Banco Central de Sri Lanka (CBSL), dijo en enero de 2022 que Sri Lanka no necesita el alivio del Fondo Monetario Internacional (FMI), ya que se mostró optimista de que Sri Lanka Lanka puede liquidar su deuda pendiente obligatoria, incluidas sus deudas soberanas internacionales. En febrero de 2022, las reservas de divisas de Sri Lanka cayeron a 2360 millones de dólares. Sri Lanka tiene obligaciones de deuda externa de $ 7 mil millones, incluidos $ 1 mil millones en bonos soberanos que se pagarán en julio de 2022. El gobierno planea contratar una firma de abogados global para brindar apoyo técnico y asistencia en la reestructuración de la deuda.
Una delegación del FMI realizó una visita a Sri Lanka del 7 al 20 de diciembre de 2021 para evaluar y revisar las políticas económicas de Sri Lanka. El directorio ejecutivo del FMI había discutido la economía de Sri Lanka después del final de las discusiones anuales que tuvieron lugar el 25 de febrero de 2022. El 25 de febrero de 2022, el FMI declaró que la deuda pública de Sri Lanka es insostenible y advirtió al gobierno de Sri Lanka que se abstuviera de imprimir dinero para evitar la inestabilidad monetaria, pero elogió la campaña de vacunación que amortiguó el impacto de la pandemia. El FMI había evaluado la calamidad económica prevaleciente en Sri Lanka compilando una evaluación de consulta del Artículo IV. Además, el FMI predijo que se espera que la economía de Sri Lanka crezca un 2,6 por ciento para 2022.
A partir del 7 de marzo de 2022, Ajith Nivard Cabraal informó que el regulador del sistema bancario estaba devaluando efectivamente su moneda nacional con efecto inmediato, y la tasa oficial de la rupia cayó a un mínimo histórico de Rs. 229,99 frente al dólar estadounidense. La decisión de devaluación también se considera un gran paso adelante en el intento del país de buscar ayuda y rescate del FMI. El ex vicegobernador del banco central, W. A. Wijewardana, criticó las decisiones de política monetaria adoptadas por la banco central, especialmente por su decisión de fijar la rupia en Rs. 230, indicando que la crisis de reservas internacionales no pueden resolverse a menos que se implemente el tipo de cambio flotante. La diputada opositora Harsha de Silva opinó que la devaluación de LKR a Rs. 230 sigue siendo insuficiente e insuficiente para evitar la crisis de las reservas de divisas de Sri Lanka.
En marzo de 2022, el presidente Rajapaksa había declarado que su gobierno trabajaría con el FMI. El 7 de abril, el presidente formó un grupo asesor presidencial de expertos integrado por Indrajit Coomaraswamy, Shanta Devarajan y Sharmini Cooray para ayudar con la situación, incluidos los procedimientos con el FMI.